# Pol Ferjac
Pour les articles homonymes, voir Ferjac et Levain (homonymie).
Paul Fernand Levain, dit Pol Ferjac ou Polferjac, né le 4 juin 1900 au Merlerault (Orne) et mort le 8 juin 1979 à Nice (Alpes-Maritimes), est un dessinateur et caricaturiste français.

## Biographie
Après des études aux Beaux-Arts à Paris, il dessine dans de nombreux journaux, dont Le Canard enchaîné dès 1924. Il illustre également certains livres d'Eugène Aisberg relatifs à la radio.
Le 20 mai 1930, Pol Ferjac épouse à la mairie du 16e arrondissement de Paris Etle Sapira, née en Roumanie dans une famille juive. De cette union naît la future comédienne Anouk Ferjac en 1932.
Pendant l'occupation de la France par l'Allemagne, Pol Ferjac refuse d'exercer son métier dans un pays occupé et devient acteur comique. Il joue dans des revues de music-hall avec Gilles Margaritis et Roger Caccia. Durant cette période, ll illustre également des ouvrages pour enfants en collaboration avec Henri Monier. Du fait des lois antijuives promulguées par le régime de Vichy, sa femme perd le salon de beauté dont elle était propriétaire et sa belle-mère est déportée à Mauthausen.
À la Libération, il reprend son activité de dessinateur de presse, en particulier au Franc-Tireur, à France-Soir, ou encore à Action, et continue sa collaboration au Canard enchaîné jusqu'à sa retraite en 1973.